# Blattivorus lusitanicus
Blattivorus lusitanicus é uma espécie de insetos coleópteros polífagos pertencente à família Ripiphoridae.
A autoridade científica da espécie é Gerstaecker, tendo sido descrita no ano de 1855.
Trata-se de uma espécie presente no território português.